# Stijn Hogervorst
Stijn Hogervorst (1 oktober 2002) is een Nederlands voetballer die als verdediger voor Fortuna Sittard speelt tot en met 2023.

## Carrière
Stijn Hogervorst begon in de jeugd van RKVV Voerendaal en vertrok op 12-jarige leeftijd naar RKSV Bekkerveld, waar hij in het seizoen 2018/19 als zestienjarige in het eerste elftal speelde, wat in de eerste klasse uitkwam. Hierna maakte hij de stap naar de jeugdopleiding van Fortuna Sittard. Hij debuteerde in het eerste elftal van Fortuna Sittard op 15 december 2021, in de met 2-0 verloren bekerwedstrijd tegen PSV. Hij kwam in de 81e minuut in het veld voor Richie Musaba.
Hij is in 2023 gestopt als voetballer bij Fortuna Sittard, om een maatschappelijke carrière te starten.

### Statistieken
| Seizoen                      | Club            | Land           | Competitie     | Competitie | Competitie | Beker | Beker | Totaal | Totaal |
| Seizoen                      | Club            | Land           | Competitie     | Wed.       | Dlp.       | Wed.  | Dlp.  | Wed.   | Dlp.   |
| ---------------------------- | --------------- | -------------- | -------------- | ---------- | ---------- | ----- | ----- | ------ | ------ |
| 2021/22                      | Fortuna Sittard | Nederland      | Eredivisie     | 0          | 0          | 1     | 0     | 1      | 0      |
| Carrièretotaal               | Carrièretotaal  | Carrièretotaal | Carrièretotaal | 0          | 0          | 1     | 0     | 1      | 0      |
| Bijgewerkt op 2 januari 2022 |                 |                |                |            |            |       |       |        |        |